# Krokodyl amerykański
Krokodyl amerykański (Crocodylus acutus) – gatunek gada z rodziny krokodylowatych (Crocodylidae).
Opis
RozmiaryDługość przeciętna 3,5 m (rekordowa 6 m) 
 Masa ciała 180–450 kg.
BiotopSpotykane są zarówno w wodzie słodkiej jak i słonej, ale zazwyczaj można je spotkać przy ujściach rzek i w słonych lagunach wśród roślinności mangrowej.
PokarmGłównie ryby, a poza tym ptaki, małe ssaki, kraby i żółwie. Swoje ofiary atakuje i zjada pod wodą.
BehawiorW odległości 3–9 m od brzegu rzeki kopią nory, w których zimują, tj. wtedy, gdy temperatura wody spada poniżej 18 °C. Polują czekając bez ruchu w wodzie aż potencjalna zdobycz przybliży się do nich na odpowiednią odległość, wtedy chwytają ją i usiłują utopić. Podczas zimy, tempo przemiany materii spada na tyle, że mogą obejść się bez jedzenia przez kilka miesięcy.
RozmnażanieDojrzałość osiągają przy długości 2,5 m. Samice szykują gniazda w czasie pory suchej w jamach albo na błotnych lub piaskowych kopcach. Po dwumiesięcznych zalotach samice swą gotowość sygnalizują samcom wydawaniem dźwięków i podnoszeniem głowy oraz pokazując gardło. Samica składa od 30 do 60 jaj. Przysypuje kopiec piaskiem i czeka w pobliżu aż zakończy się proces inkubacji, który w promieniach słońca trwa 90 dni. Samica w tym czasie ochrania gniazdo i jest obecna przy wylęgu młodych, który przypada na początek pory deszczowej. Oboje rodzice chronią młode w początkowym okresie życia.
WystępowaniePołudniowa Floryda i Wielkie Antyle, Ameryka Środkowa i północna Ameryka Południowa.